# Gjulnara Jurjewna Sultanowa

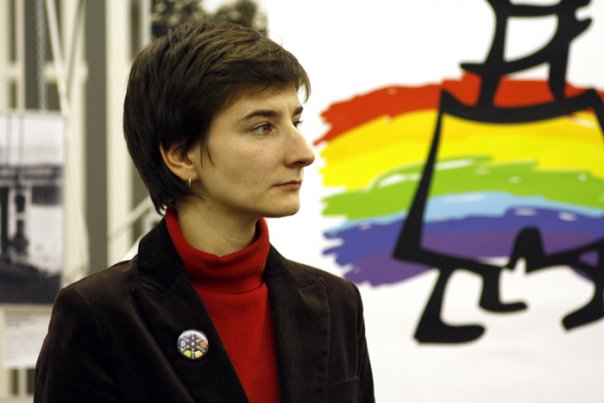
Gulja Sultanowa (2009)

Gjulnara „Gulja“ Jurjewna Sultanowa (russisch Гюльнара Юрьевна Султанова; geb. 23. August 1975 in Leningrad) ist eine russische Bürgerrechtlerin und LGBT-Aktivistin. Sie leitet das internationale LGBT-Filmfestival Bok o Bok (Seite an Seite) in St. Petersburg. Sultanowa floh 2022 aus Russland, engagiert sich aber weiterhin für die Menschenrechte russischer LGBT-Personen.

## Leben und Aktivitäten in Russland
Gjulnara Sultanowa wurde am 23. August 1975 im damaligen Leningrad (heute St. Petersburg) in Russland geboren. Sie studierte Germanistik an der Universität St. Petersburg. Anschließend arbeitete sie als Übersetzerin und Dolmetscherin, später als Organisatorin interkultureller Schüleraustauschprogramme zwischen Russland und Deutschland.
Sultanowa lebt offen lesbisch, obwohl die Bürgerrechte lesbischer und schwuler Bürgerinnen und Bürger in Russland eingeschränkt und betroffene Menschen durch Anfeindungen und Repressionen immer mehr gefährdet sind. Ab 2005 engagierte sich Sultanowa aktiv im zivilgesellschaftlichen Sektor von Sankt Petersburg, besonders in Projekten zur Aufklärung und Verteidigung der Bürgerrechte sowie bei der Gründung und Unterstützung von Organisationen und Koalitionen in der Zivilgesellschaft. Sie koordinierte die russische LGBT-Gruppe Coming Out, ein überregionales Netzwerk, das Betroffene gegen Diskriminierungen durch die Behörden oder Hassattacken durch die Bevölkerung verteidigt. Sultanowa setzte sich für die Rechte der Lesben und Schwulen ein, nahm an Demonstrationen teil und veranstaltete Aufklärungsseminare und Kultur-Events.
Bekannt wurde Sultanowa als Leiterin des russischen LGBT-Filmfestivals Side by Side (Deutsch: Seite an Seite; Russisch: Bok o Bok). Das internationale Festival wurde 2007 gegründet und findet jedes Jahr im Herbst statt. Das Programm umfasst Spielfilme, Dokumentarfilme und Kurzfilme, für die jeweils Preise verliehen werden, außerdem eine  Vielzahl von Retrospektiven, Ausstellungen, Fotowettbewerbe, Buchpräsentationen, Konzerte und Workshops. Damit ist das Festival nicht nur ein Kulturevent, sondern eine Quelle von LGBT-Information und ein Akt des Widerstands.
Als der russische Staat 2013 das Gesetz gegen „Propaganda für Homosexualität“ erließ und das Festival zudem als ausländischen Agenten einstufte, brachte das weitere Verschärfungen und Gefährdungen für die Veranstaltenden mit sich. Trotz massiver Repressionen durch die russische Regierung und ständiger Gewalt- und Bombendrohungen existiert das Festival jedoch weiter.
Im Rahmen der Städtepartnerschaft Hamburg-St. Petersburg organisierte Gulja Sultanowa zusammen mit dem LSVD Hamburg mehrere Jahre einen deutsch-russischen Austausch mit Besuchen und Seminaren von Menschen der LGBTQ-Gemeinschaft.

## Internationale Aktivitäten und Flucht aus Russland
Von den Medien als Bürgerrechtlerin gefragt war Sultanowa besonders zur Zeit der Olympischen Winterspiele 2014 in Sotschi. Sie wurde durch Berichte und Interviews zu Menschenrechtsfragen im Hinblick auf Schwule und Lesben in Russland weltweit bekannt. Sultanowa hat in all den Jahren zahlreiche Städte und Länder besucht und Einrichtungen und Medien über die Situation der LGBTQ-Minderheit in Russland informiert.
Im Jahr 2010 wurde Sultanowa als Jury-Mitglied beim Teddy Award der Internationalen Filmfestspiele Berlin eingeladen. Als Sprecherin nahm sie am Festival Queer East der Freien Universität Berlin (FU) teil, ebenso an der internationalen Konferenz Time to React in Berlin, veranstaltet von der Hirschfeld-Eddy-Stiftung. Im Streitraum der Schaubühne Berlin mit Carolin Emcke war sie zum Thema: Homophobie der Politik oder Politik der Homophobie als Podiumsgast eingeladen.
Wachsende staatliche Repressionen in Russland und Hassangriffe von Teilen der Bevölkerung führten dazu, dass Sultanowas Arbeit und ihr Leben immer gefährlicher wurden. Zwei Monate nach dem russischen Überfall auf die Ukraine flüchtete sie schließlich aus Russland.
Mit ihrer Partnerin und Filmfestival-Kollegin Manny de Guerre, die ebenfalls geflohen war, betreibt sie mittlerweile vom Ausland aus Q-Space, ein englischsprachiges LGBT-Kulturprogramm, das sich vor allem an die russischsprachige Community wendet.

## Auszeichnungen
- Rainbow-Award 2013 des Regenbogenfonds in Berlin (zusammen mit Manny de Guerre), als Gründerinnen des Side by Side Filmfestivals[27]